# Star Cruiser
Pour l’article homonyme, voir Star Cruiser (film, 2010).
Star Cruiser (スタークルーザー) est un jeu de tir à la première personne avec des éléments de jeu de rôle, sorti en 1988 sur NEC PC-8801 puis porté notamment sur Mega Drive en 1990. Le jeu a été développé par Arsys Software et édité par Masaya. Il est sorti uniquement au Japon.

## Système de jeu
Star Cruiser est un jeu de tir à la première personne innovant qui introduit l'utilisation de graphismes en 3D polygonal et d'éléments de jeu de rôle.